# 3. Panzerarmee (Rote Armee)
Die 3. Panzerarmee war ein gepanzerter Großverband der Roten Armee im Zweiten Weltkrieg. Aufgestellt 1942 aus der 58. Armee, diente sie im Sommer 1942 in der Schlacht von Rschew und wurde anschließend ein halbes Jahr in Reserve gehalten. Anfang 1943 kam sie im Bestand der Woronescher Front in der Operation Ostrogoschsk-Rossosch, der Woronesch-Kastornoje Operation und der Dritten Schlacht um Charkow zum Einsatz. Im April 1943 wurde sie in die 57. Armee zurücktransformiert, bereits im Mai aber als 3. Gardepanzerarmee wieder aufgestellt. Als solche nahm sie im Sommer 1943 als Teil der Brjansker Front an der Orjoler Operation teil, anschließend als Teil der Woronescher Front an der Tschernigow-Poltawaer Operation, der Schlacht am Dnepr und der Schlacht um Kiew. Im Bestand der 1. Ukrainischen Front nahm sie 1944 an der Dnepr-Karpaten-Operation und der Lwiw-Sandomierz-Operation teil. 1945 war sie an der Weichsel-Oder-Operation, der Niederschlesischen Operation, der Schlacht um Berlin und der Prager Operation beteiligt.
Nach dem Krieg war sie Teil der Gruppe der Sowjetischen Streitkräfte in Deutschland mit Hauptquartier in Eberswalde, wurde 1946 in 3. Garde-mechanisierte Armee umbenannt und 1960 in 18. Gardearmee. Letztere wurde im Sommer 1964 aus Deutschland abgezogen und in den Militärbezirk Turkmenistan verlegt.

## Geschichte

### Zweiter Weltkrieg
Die 3. Panzerarmee wurde auf Anordnung des Oberkommandos vom 25. und 26. Mai 1942 im Moskauer Militärbezirk unter Verwendung des Hauptquartiers der 58. Armee aufgestellt und bis Juli im Raum Tula/Jefremow versammelt. Von Ende Juli bis Ende August kam sie als Teil der Westfront in der Ersten Rschew-Sytschowka-Operation zum Einsatz. Hierbei trat sie im Raum Koselsk gegen die deutsche 2. Panzerarmee unter Rudolf Schmidt an. Am 9. September erging die Anordnung des Oberkommandos, die Armee in den Raum Kaluga zurückzuziehen und in die Stawka-Reserve zu übergeben.
Vom 13. bis 27. Januar 1943 nahm die Armee als Teil der Woronescher Front an der Operation Ostrogoschsk-Rossosch teil, bei der im Zusammenwirken mit der 40. Armee die ungarische 2. Armee eingekesselt und weitgehend vernichtet wurde. Ab dem 2. Februar folgte die Teilnahme an der Offensive auf Charkow, dabei ging die Armee in westlicher Richtung über Kupjansk–Waluiki auf Charkow vor. Nach der geglückten Rückeroberung von Charkow (15. und 16. Februar) erhielten die 3. Panzer- und die 69. Armee die Aufgabe, nach Poltawa und die verbleibenden Frontkräfte weiter nach Westen vorzurücken. Zu diesem Zeitpunkt bestand die 3. Panzerarmee nach herben Verlusten aber nur noch aus 49.663 Mann, 110 Panzern, 1.044 Mörsern verschiedener Kaliber, 318 Kanonen und 189 Pak. Im Kampf um Charkow hatte allein Rybalkos Armee 11.500 Mann, 66 Geschütze, 40 Panzerabwehrkanonen und 45 Panzer verloren. Die folgende Schlacht um Charkow endete dann mit einer Niederlage der Roten Armee, die 3. Panzerarmee musste die schon besetzte Stadt im März wieder räumen. Sie ging anschließend in den Bestand der Südwestfront über und wurde im April aufgelöst und ihr Hauptquartier zur Neuaufstellung der 57. Armee verwendet. Mitte Mai 1943 wurde ihre Wiederaufstellung bis zum 5. Juni befohlen, sie wurde unter dem Namen 3. Gardepanzerarmee im Bereich der Brjansker Front wiederaufgestellt.
| 12. Panzerkorps         | Generalmajor Mitrofan Iwanowitsch Sinkowitsch | 30., 97. und 106. Panzerbrigade                                         |
| 15. Panzerkorps         | Generalmajor Filip Nikitiowitsch Rudkin       | 88., 113. und 195. Panzerbrigade                                        |
| 2. mechanisiertes Korps | Generalleutnant Iwan Petrowitsch Kortschagin  | 18., 34. und 43. mechanisierte Brigade sowie 33. und 57. Panzerregiment |

Vom 12. Juli bis 18. August 1943 nahm die 3. Gardepanzerarmee an der Großoffensive im Raum Orjol teil, die Stadt Orjol wurde dabei am 5. August zurückerobert. Ihre Korps erhielten für die erfolgreichen Kämpfe bei Orjol ebenfalls den Garde-Status: ab 26. Juli wurde das 12. und 15. Panzerkorps in 6. und 7. Garde-Panzerkorps und das 2. mechan. Korps in 7. Garde-mechanisiertes Korps umbenannt. Mitte August wurde die Armee in die Reserve im Raum Kursk versetzt. Anfang September erging die Anordnung, die Armee bis zum 15. September im Raum Sumy zu konzentrieren. Von hier aus nahm sie Ende September am Vorstoß der Woronescher Front nach Priluki teil. Ab Anfang November 1943 war sie als Teil der 1. Ukrainischen Front (ex-Woronescher Front) in der Schlacht um Kiew im Einsatz.
Von Ende Dezember 1943 bis Mitte Januar 1944 folgte die Teilnahme an der Schitomir-Berditschewer Operation, dem Auftakt zur Dnepr-Karpaten-Operation. Im März 1944 nahm die Armee an der Proskurow-Czernowitzer Operation teil. Von Ende März bis Anfang Juli folgte eine Ruhephase für die Armee in der Reserve der 1. Ukrainischen Front. Im Sommer 1944 folgte der nächste Kampfeinsatz in der Lwiw-Sandomierz-Operation, bei der die Armee bis an die Weichsel vordrang.
Das Jahr 1945 begann für die Armee mit der Weichsel-Oder-Operation, bei der sie ab Mitte Januar in einem Bogen über Radomsko und die Warthe bis an den Oberlauf der Oder südlich von Oppeln vorstieß. In der in der zweiten Februarwoche beginnenden Niederschlesischen Operation gelangte sie bis an die Neiße. Den März über wurde sie in der zweiten Staffel der 1. Ukrainischen Front gehalten und führte dann in der zweiten Aprilhälfte mit den Panzerarmeen der 1. Weißrussischen Front den Hauptschlag in der Berliner Operation durch.
Ab dem 16. April 1945 nahm sie an der Cottbus-Potsdamer Operation der 1. Ukrainischen Front teil, bei der sie mit der 4. Gardepanzerarmee an der Schließung des Kessels von Halbe beteiligt war. Beim Sturm auf Berlin ging sie über Mariendorf in nördlicher Richtung auf Baruth und Zossen vor, kämpfte sich, nachdem sie nicht am Sturm auf die Innenstadt teilnehmen durfte, durch den Grunewald vor und erreichte Charlottenburg. Die Armee wurde nach der Kapitulation Berlins nach Süden abgezogen und ging im Rahmen der Prager Operation über Dresden auf Prag vor, das am Morgen des 9. Mai erreicht wurde.

### Nachkriegszeit
Ab Mai 1945 gehörte die Armee zur Zentralen Armeegruppe, die aus der 1. Ukrainischen Front hervorging. Ihr Hauptquartier befand sich in Eberswalde, ab 1946 zeitweise in Pardubice, Tschechoslowakei, und ab 1947 in Jüterbog. Sie wurde 1946 in 3. Garde-mechanisierte Armee umbenannt und 1960 in 18. Gardearmee. 1964 erfolgte der Abzug aus der DDR und die Verlegung nach Alma-Ata im Turkestanischen Militärbezirk.

## Befehlshaber in der Zeit des Zweiten Weltkriegs
3. Panzerarmee
- Prokofi Logwinowitsch Romanenko – 25. Mai bis 24. September 1942
- Pawel Semjonowitsch Rybalko – 25. September 1942 bis 26. April 1943

3. Gardepanzerarmee
- Pawel Semjonowitsch Rybalko – 14. Mai 1943 bis Kriegsende